# Histipagus stipaphagus
Histipagus stipaphagus är en insektsart som beskrevs av Adolf Remane och Asche 1980. Histipagus stipaphagus ingår i släktet Histipagus och familjen dvärgstritar. Inga underarter finns listade i Catalogue of Life.